# Іррікана
Іррікана (англ. Irricana) — містечко в Канаді, у провінції Альберта, у складі муніципального району Рокі-В'ю.

## Населення
За даними перепису 2016 року, містечко нараховувало 1216 осіб, показавши зростання на 4,6%, порівняно з 2011-м роком. Середня густина населення становила 376,1 осіб/км².
З офіційних мов обидвома одночасно володіли 50 жителів, тільки англійською — 1 165, тільки французькою — 5. Усього 60 осіб вважали рідною мовою не одну з офіційних.
Працездатне населення становило 715 осіб (73% усього населення), рівень безробіття — 7% (8% серед чоловіків та 5,9% серед жінок). 86,7% осіб були найманими працівниками, а 12,6% — самозайнятими.
Середній дохід на особу становив $52 147 (медіана $45 376), при цьому для чоловіків — $62 333, а для жінок $41 840 (медіани — $58 266 та $32 448 відповідно).
32,3% мешканців мали закінчену шкільну освіту, не мали закінченої шкільної освіти — 22,1%, 46,7% мали післяшкільну освіту, з яких 14,3% мали диплом бакалавра, або вищий.
| Статево-вікова структура населення | Статево-вікова структура населення | Статево-вікова структура населення | Статево-вікова структура населення | Статево-вікова структура населення |
| ---------------------------------- | ---------------------------------- | ---------------------------------- | ---------------------------------- | ---------------------------------- |
|                                    |                                    |                                    |                                    |                                    |
| Всього                             | Всього                             | 50,2%49,8%                         |                                    |                                    |
| 0 — 14 років                       | 0 — 14 років                       |                                    | 19,3%                              | 19,3%                              |
| 15 — 64 років                      | 15 — 64 років                      |                                    | 71,3%                              | 71,3%                              |
| 65 і більше                        | 65 і більше                        |                                    | 9,4%                               | 9,4%                               |
| 85 і більше                        | 85 і більше                        |                                    | 0,4%                               | 0,4%                               |
| Середній вік (років)               | Середній вік (років)               | 39,237,1                           | 38,2                               | 38,2                               |
| Медіана (років)                    | Медіана (років)                    | 41,038,5                           | 39,6                               | 39,6                               |
| — чоловіки — жінки                 |                                    |                                    |                                    |                                    |

| Походження мешканців:     | Походження мешканців:     | Походження мешканців: | Походження мешканців: | Походження мешканців: |
| ------------------------- | ------------------------- | --------------------- | --------------------- | --------------------- |
| Походження                |                           |                       | осіб                  | %                     |
| Корінні американці        | Корінні американці        |                       | 75                    | 6.17%                 |
| Інше північноамериканське | Інше північноамериканське |                       | 455                   | 37.42%                |
| Європейське               | Європейське               |                       | 870                   | 71.55%                |
| британське                | британське                |                       | 620                   | 50.99%                |
| французьке                | французьке                |                       | 95                    | 7.81%                 |
| українське                | українське                |                       | 70                    | 5.76%                 |
| Латинськоамериканське     | Латинськоамериканське     |                       | 25                    | 2.06%                 |
| Карибське                 | Карибське                 |                       | 10                    | 0.82%                 |
| Азійське                  | Азійське                  |                       | 20                    | 1.64%                 |

| Зайнятість населення за галузями (за класифікацією NOC): | Зайнятість населення за галузями (за класифікацією NOC): | Зайнятість населення за галузями (за класифікацією NOC): | Зайнятість населення за галузями (за класифікацією NOC): | Зайнятість населення за галузями (за класифікацією NOC): |
| -------------------------------------------------------- | -------------------------------------------------------- | -------------------------------------------------------- | -------------------------------------------------------- | -------------------------------------------------------- |
|                                                          |                                                          |                                                          |                                                          |                                                          |
| Управління                                               | Управління                                               |                                                          | 10,6%                                                    | 10,6%                                                    |
| Бізнес, фінанси та адміністрування                       | Бізнес, фінанси та адміністрування                       |                                                          | 14,1%                                                    | 14,1%                                                    |
| Природничі та прикладні науки                            | Природничі та прикладні науки                            |                                                          | 4,2%                                                     | 4,2%                                                     |
| Охорона здоров'я                                         | Охорона здоров'я                                         |                                                          | 4,9%                                                     | 4,9%                                                     |
| Освіта, правозахист, муніципальні та урядові служби      | Освіта, правозахист, муніципальні та урядові служби      |                                                          | 9,9%                                                     | 9,9%                                                     |
| Мистецтво, культура, відпочинок та спорт                 | Мистецтво, культура, відпочинок та спорт                 |                                                          | 1,4%                                                     | 1,4%                                                     |
| Роздрібна торгівля та послуги                            | Роздрібна торгівля та послуги                            |                                                          | 19,7%                                                    | 19,7%                                                    |
| Гуртова торгівля, транспорт та обладнання                | Гуртова торгівля, транспорт та обладнання                |                                                          | 25,4%                                                    | 25,4%                                                    |
| Природні ресурси, сільське господарство                  | Природні ресурси, сільське господарство                  |                                                          | 4,9%                                                     | 4,9%                                                     |
| Виробництво                                              | Виробництво                                              |                                                          | 4,2%                                                     | 4,2%                                                     |

## Клімат
Середня річна температура становить 3,6°C, середня максимальна – 22,8°C, а середня мінімальна – -18,2°C. Середня річна кількість опадів – 396 мм.
| Клімат поселення                              | Клімат поселення | Клімат поселення | Клімат поселення | Клімат поселення | Клімат поселення | Клімат поселення | Клімат поселення | Клімат поселення | Клімат поселення | Клімат поселення | Клімат поселення | Клімат поселення | Клімат поселення |
| Показник                                      | Січ.             | Лют.             | Бер.             | Квіт.            | Трав.            | Черв.            | Лип.             | Серп.            | Вер.             | Жовт.            | Лист.            | Груд.            |                  |
| Середній максимум, °C                         | −4,29            | −0,88            | 4,05             | 11,46            | 17,14            | 21,15            | 22,82            | 22,37            | 17,22            | 11,50            | 2,79             | −2,89            |                  |
| Середня температура, °C                       | −11,22           | −7,82            | −2,88            | 4,52             | 10,21            | 14,23            | 16,54            | 16,11            | 10,94            | 5,21             | −3,5             | −9,18            |                  |
| Середній мінімум, °C                          | −18,16           | −14,75           | −9,81            | −2,41            | 3,27             | 7,28             | 10,27            | 9,82             | 4,68             | −1,06            | −9,79            | −15,44           |                  |
| Норма опадів, мм                              | 14               | 11               | 19               | 22               | 49               | 76               | 61               | 57               | 46               | 14               | 15               | 12               |                  |
| Середньомісячна швидкість вітру, м/с          | 3.68             | 3.50             | 3.85             | 4.10             | 4.00             | 3.70             | 3.30             | 3.20             | 3.50             | 3.80             | 3.82             | 3.70             |                  |
| Середньомісячна сонячна радіація, кДж/м²·день | 3992             | 7409             | 12678            | 17265            | 20706            | 22077            | 23066            | 19538            | 13655            | 8234             | 4226             | 3024             |                  |
| --------------------------------------------- | ---------------- | ---------------- | ---------------- | ---------------- | ---------------- | ---------------- | ---------------- | ---------------- | ---------------- | ---------------- | ---------------- | ---------------- | ---------------- |
| Джерело:                                      |                  |                  |                  |                  |                  |                  |                  |                  |                  |                  |                  |                  |                  |

## Галерея

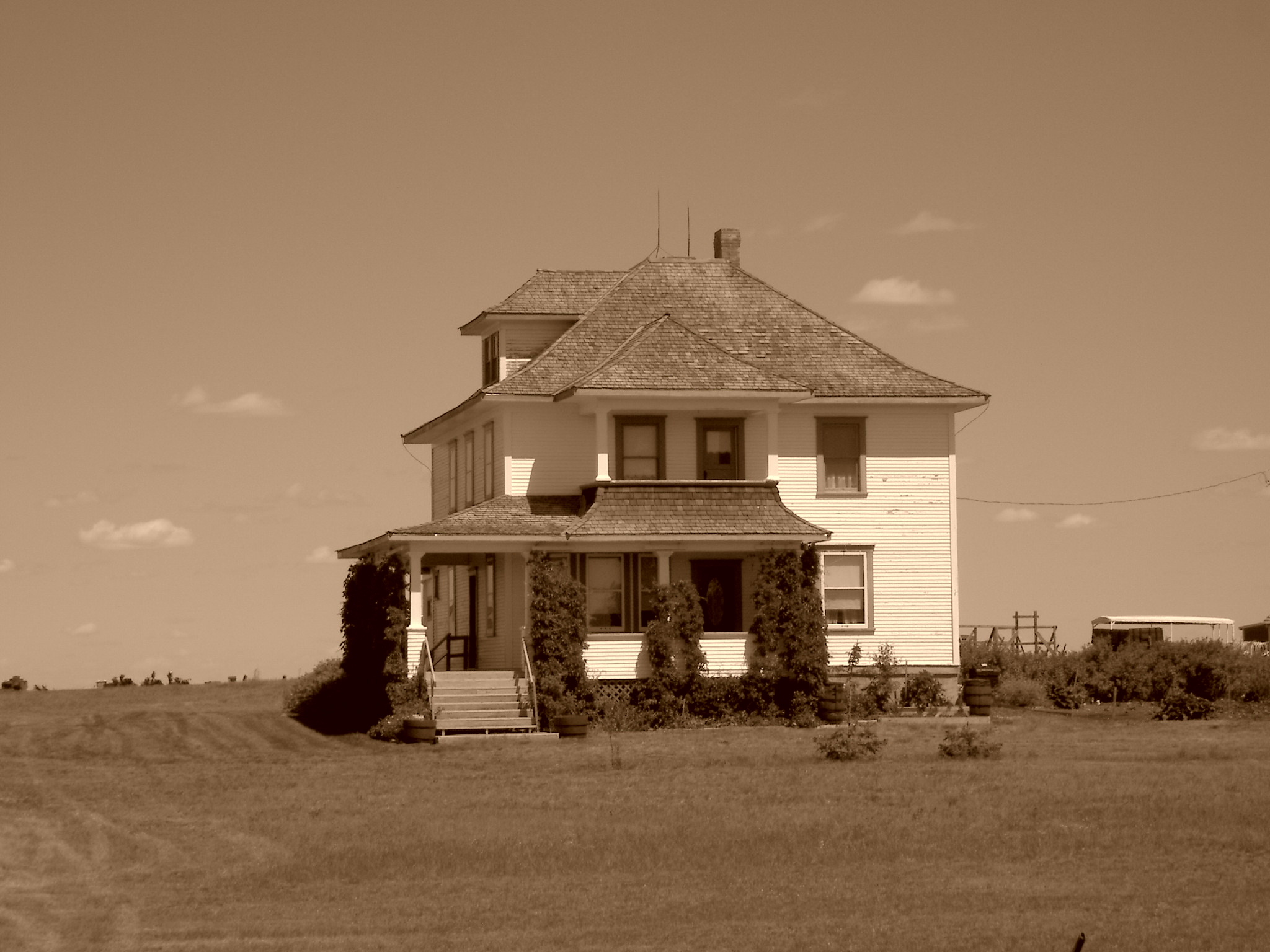
Лонг-гаус
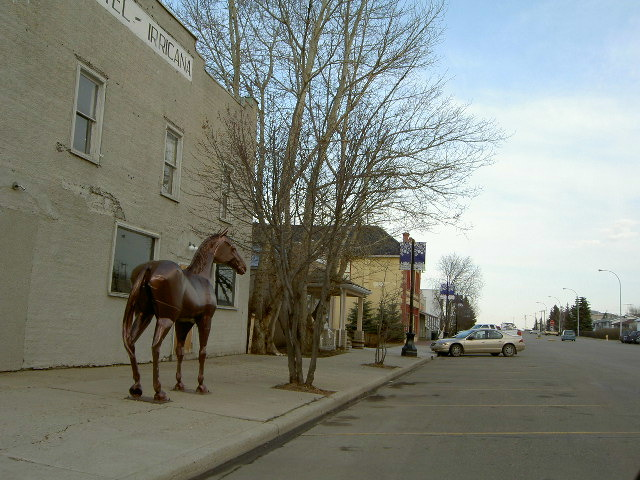
Друга вулиця
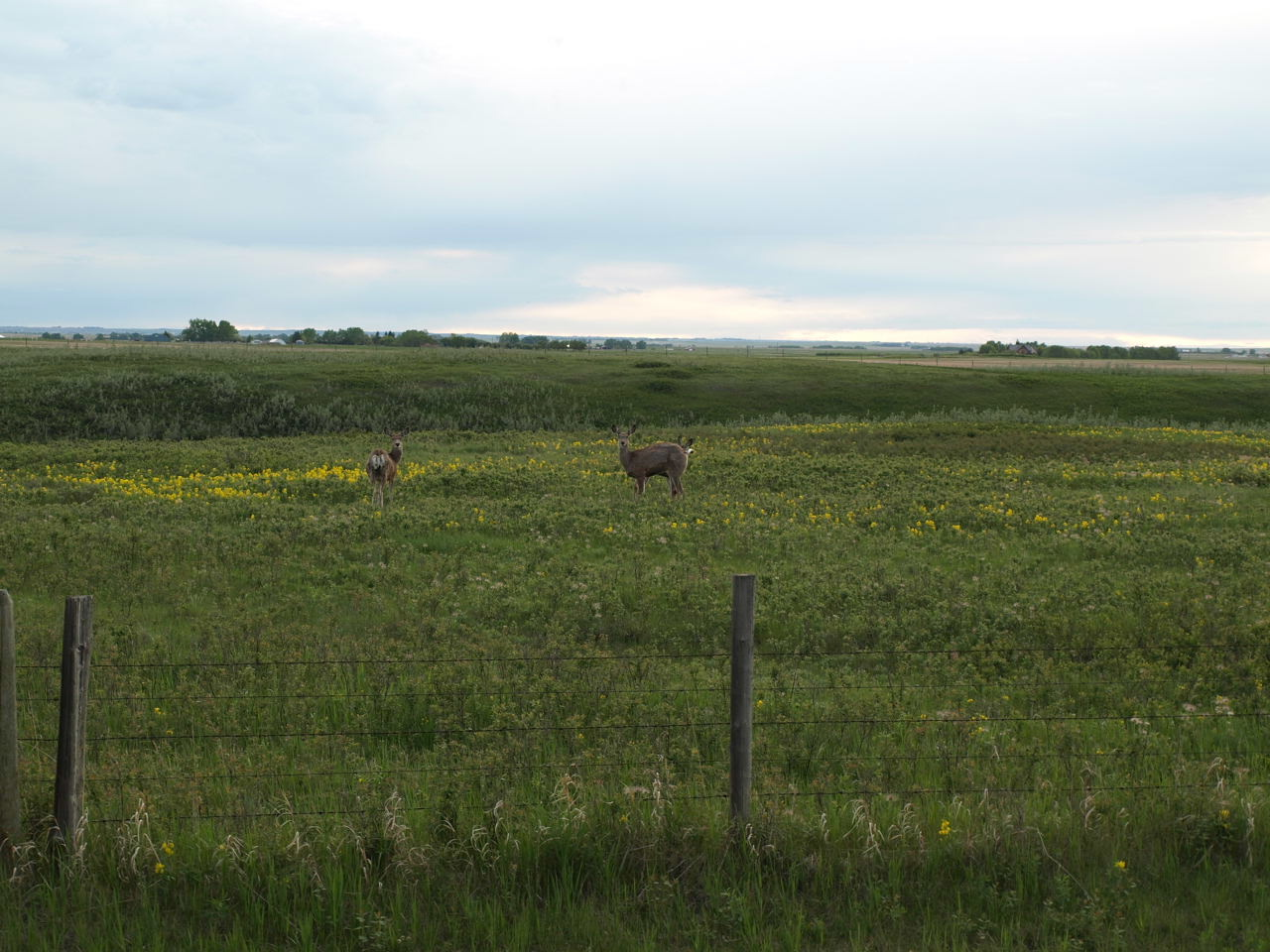
Поля поблизу містечка